# Ойинди
Ойинди́ (або Ойинда; каз. Ойынды) — станційне селище у складі Казалінського району Кизилординської області Казахстану. Входить до складу Карашенгельського сільського округу.
У радянські часи селище називалось Уїнду.
Населення — 99 осіб (2021; 106 у 2009, 111 у 1999).